# جيب بولي تناسلي
الجيب البولي التناسلي هو جزء من جسم الإنسان أو المشيمة الأخرى موجود فقط في تطور الأعضاء البولية والتكاثرية. إنه الجزء البطني من المجمع، ويتكون بعد انفصال المجمع عن القناة الشرجية خلال الأسابيع الرابع إلى السابع من التطور.
في الذكور، ينقسم الجيب الأنفي العلوي إلى ثلاث مناطق: العلوية، والحوضية، والقضيبية. يؤدي الجزء العلوي إلى ظهور المثانة البولية، ويؤدي الجزء الحوضي إلى ظهور الأجزاء البروستاتية والغشائية من مجرى البول، البروستات والغدد البصلية الإحليلية (كوبر). يؤدي الجزء القضيبي إلى ظهور الجزء الإسفنجي (البصلي) من مجرى البول والغدد الإحليلية (ليتري).
عند الإناث، يؤدي الجزء الحوضي من الجيب الأنفي المهبلي إلى ظهور البصيلات الجيبية المهبلية، وهي الهياكل التي ستشكل في نهاية المطاف الثلثين السفليين من المهبل. تبدأ هذه العملية عندما يتلامس الطرف السفلي للقنوات الكلوية المتوسطة، وهي الهياكل التي ستشكل في النهاية الرحم والفتحات المهبلية، مع الجيب البطني العلوي. بعد فترة وجيزة، تتشكل البصلات الجيبية المهبلية على شكل جزأين صلبين من الجيب الأنفي المهبلي. تنقسم الخلايا في هذه البصيلات لتكوين صفيحة مهبلية صلبة، والتي تمتد ثم تتجوف لتشكل الجزء السفلي من المهبل. كما ينشأ عن الجيب البولي التناسلي الأنثوي مجرى البول والدهليز وغدد سكيني وغدد بارثولين.

## الأهمية السريرية
شذوذ الجيب البولي التناسلي هو أيضًا عيب خلقي نادر عند النساء حيث ينفتح مجرى البول والمهبل في قناة مشتركة.
إن فتحة الشرج الدائمة هي اضطراب حيث يلتقي المستقيم والمهبل والجهاز البولي ويندمجان، مما يؤدي إلى إنشاء فتحة شرج واحدة مشتركة.

## حيوانات اخرى
في العديد من الثدييات (باستثناء البشر وبعض القوارض)، يشير الجيب البولي التناسلي إلى الجيب الذي توجد فيه فتحات مجرى البول والمهبل لدى الأنثى. ومع ذلك، قد ينطبق هذا المصطلح أيضًا على بعض الثدييات الذكور.

## صور إضافية

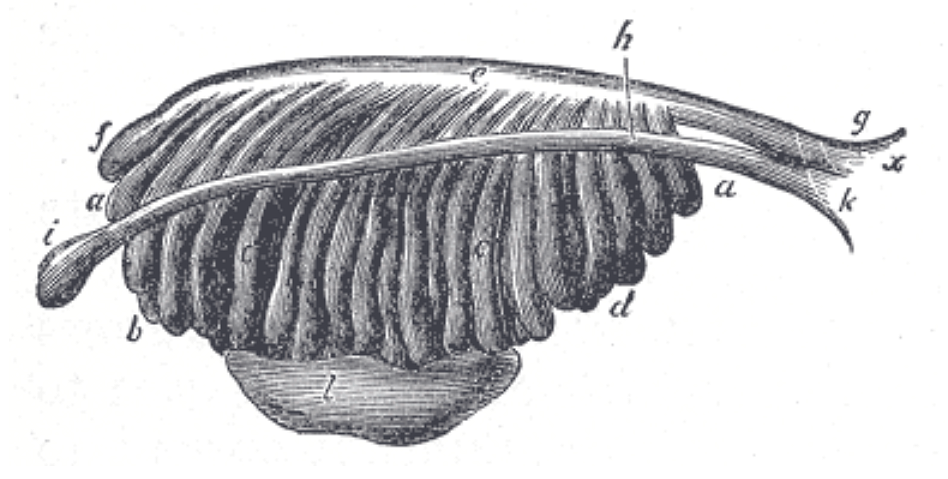
منظر مكبر من الجزء الأمامي لجسم وولف الأيسر قبل تحديد التمييز بين الجنسين.

## روابط خارجية
"Pediatric Conditions - Abnormalities - Vaginal Anomalies: Urogenital Sinus". UrologyHealth.org. 29 أبريل 2003. مؤرشف من الأصل في 2004-02-18.
"Pediatric Conditions - Abnormalities - Vaginal Anomalies: Urogenital Sinus". UrologyHealth.org. 29 أبريل 2003. مؤرشف من الأصل في 2004-02-18.
"Development of the reproductive system". Amboss.com. 30 مارس 2022.
"Differentiation of the urogenital sinus in males". embryology.ch. 27 سبتمبر 2007. مؤرشف من الأصل في 2018-02-15.